# Pozzo Impero

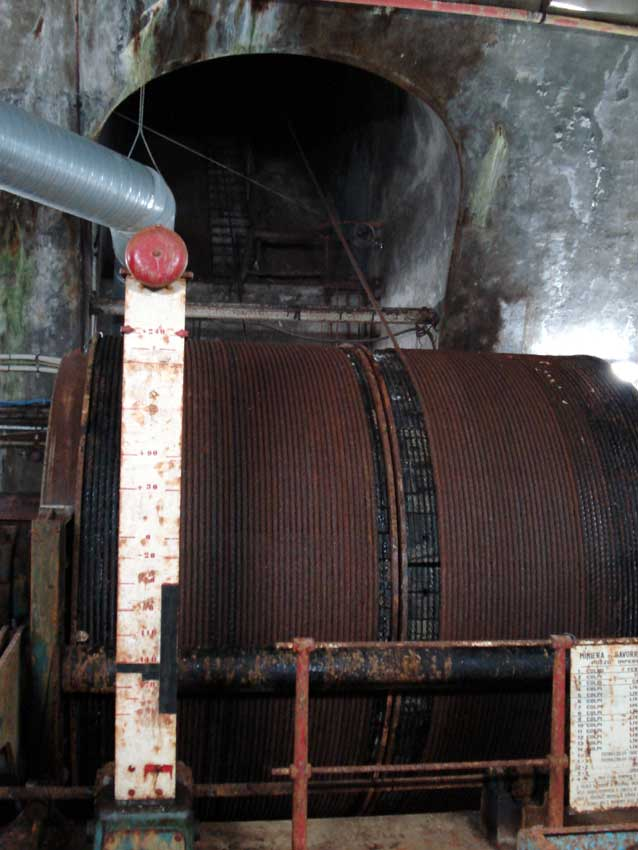
Argano di Pozzo Impero

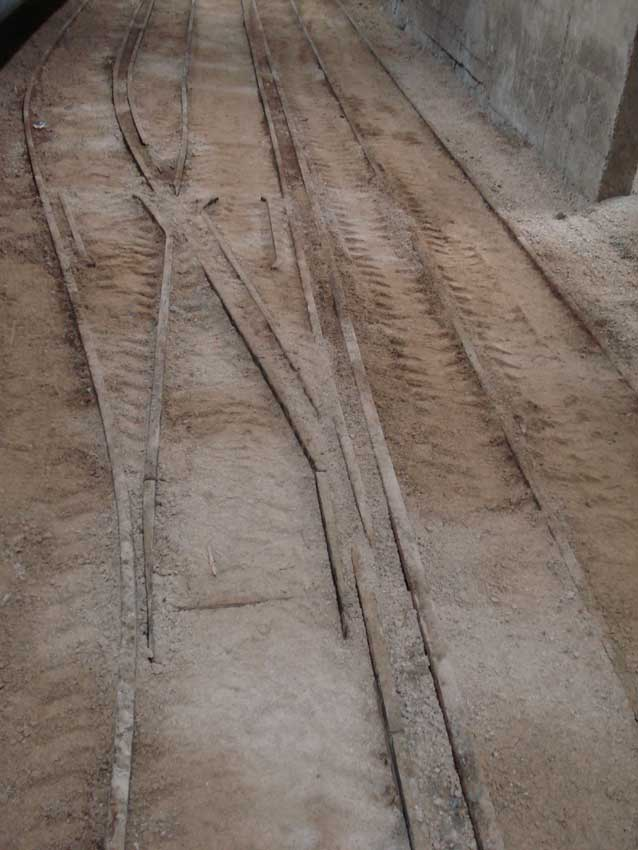
Galleria carreggiabile di Pozzo Impero

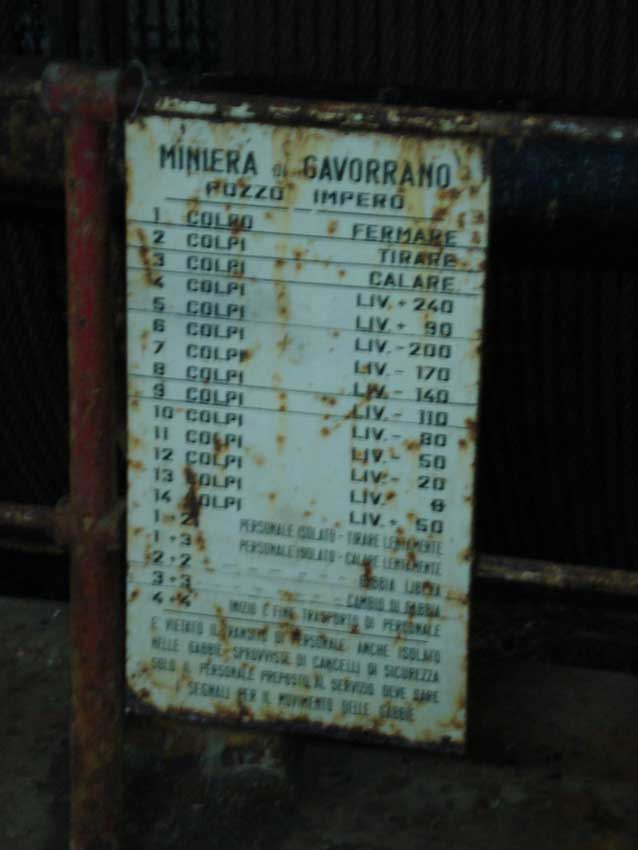
Postazione dell'arganista di Pozzo Impero

Il Pozzo Impero (situato a quota 240 m s.l.m.) è uno dei pozzi minerari della miniera di pirite di Gavorrano (GR), oramai dismessa. L'imboccatura si trova in sotterraneo ed è raggiungibile attraverso una galleria di carreggio.
Il pozzo fu iniziato nel 1936 a partire dal livello 90 m s.l.m. e armato con un rivestimento di traversoni metallici.
Nel 1938 il pozzo fu munito anche di un sistema di estrazione costituito da un argano a bobine con funi metalliche piatte di 170 × 70 mm. L'argano era azionato da un motore elettrico trifase da 200 hp ed era munito di vari dispositivi di sicurezza (freno automatico, limitatore di velocità). Le gabbie erano ad un solo piano predisposte per il trasporto di 2 vagonetti in tandem.
La funzione del Pozzo Impero in questo periodo era quella di servire le parti inferiori della miniera facendo risalire il minerale abbattuto nei cantieri al di sotto di 90 m s.l.m. fino a questo livello che era la base del Pozzo Roma, attraverso il quale, successivamente, poteva arrivare in superficie.
Nel 1957 il Pozzo Impero venne scavato verso l'alto fino a giungere al definitivo livello di testa a 240 m s.l.m. (quello attuale), collegato all'esterno per mezzo di una galleria, il cui imbocco era ed è tuttora ubicato nel piazzale antistante l'edificio ospitante gli spogliatoi e il gabinetto medico.
Alla bocca del pozzo fu installato un argano Pomini da 250 hp, associato ad una cabina elettrica per l'alimentazione.
Dopo la totale trasformazione dell'impianto di estrazione del Pozzo Roma, adibito solamente al trasporto di minerale, il Pozzo Impero venne utilizzato per l'accesso in miniera del personale e per la ventilazione.
Attualmente è un sito del Parco minerario naturalistico di Gavorrano, compreso nel più ampio Parco tecnologico archeologico delle colline metallifere grossetane.